# Broederschap van het Allerheiligste Sacrament (Sint-Niklaas)

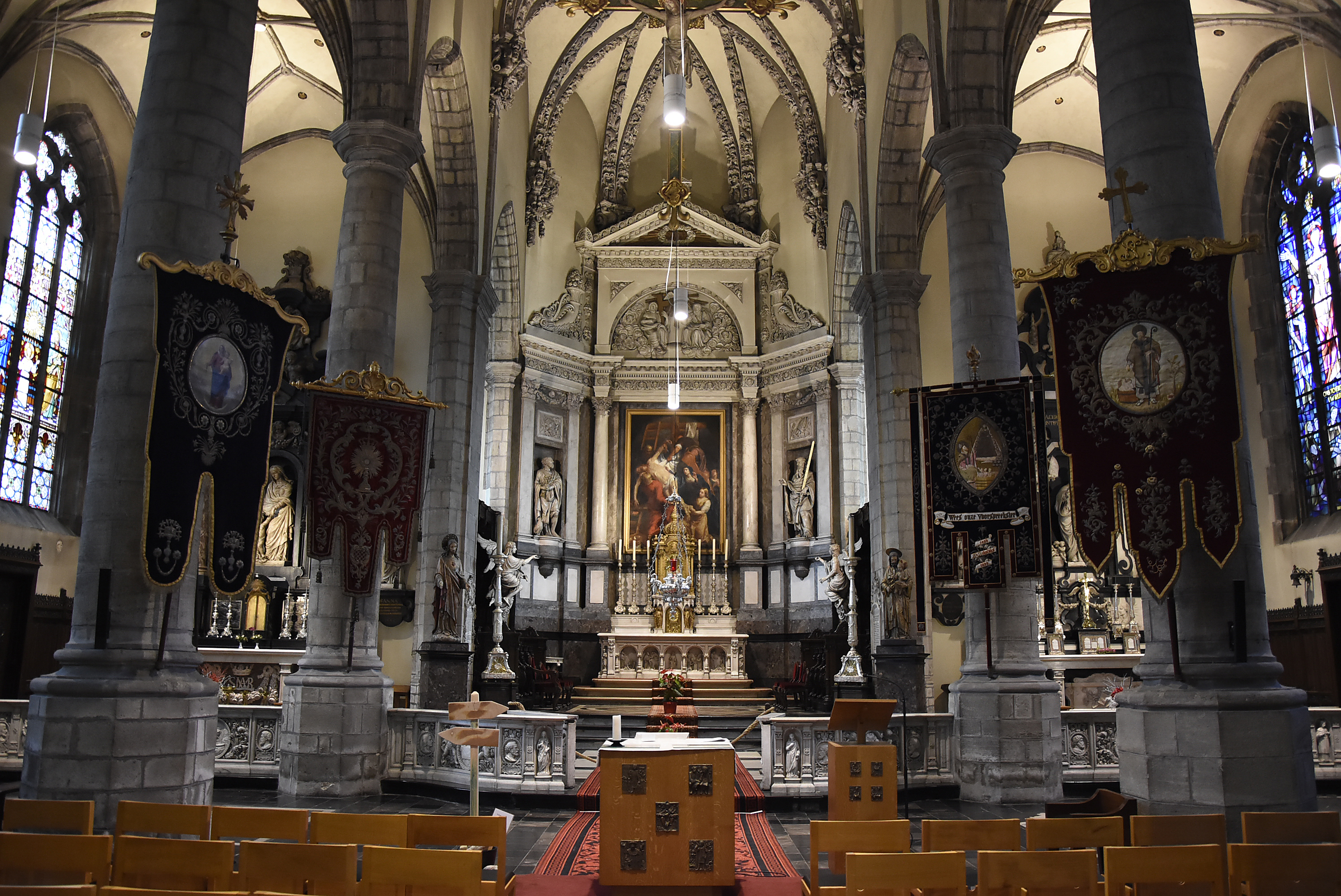
Hoofdaltaar van de Sint-Nicolaaskerk

De Broederschap van het Allerheiligste Sacrament is een katholieke broederschap die verbonden is aan de Sint-Nicolaaskerk. Deze broederschap is de oudste actieve vereniging van Sint-Niklaas. Haar doel is het bevorderen tot de devotie van het sacrament van de eucharistie.

## Geschiedenis
Pastoor-deken en oratoriaan Joannes van Nieulande nam het initiatief tot het oprichten van de broederschap. Ze werd in 1695 canoniek erkend door Philips Erard van der Noot, bisschop van Gent. Keizer Jozef II, de 'keizer-koster', hief de confrérie eind achttiende eeuw per decreet op. Ze overleefde echter deze maatregel.
Naar aanleiding van het 325-jarig bestaan werd in 2020 een tentoonstelling georganiseerd. Sinds de oprichting van de broederschap de werden meer dan duizend Sint-Niklazenaars als lid opgenomen.

## Bestuur
De eerste hoofdman was jonkheer Tayart de Borms. Tijdens zijn bestuur werd in 1860 een groot vaandel aangeschaft. Hij werd door zijn zoon Jozef Janssens de Varebeke opgevolgd. In de 19e eeuw werd een ledenlijst voor priesters gesticht, vele kanunniken en hoge geestelijken werden lid van de confrérie. Tijdens het hoofdmanschap van Hendrik Heyman groeide de broederschap uit tot de belangrijkste katholieke vereniging van Sint-Niklaas. Na het hoofdmanschap van Romain De Vidts verminderde de aandacht voor de broederschap, waardoor de heren zich eind jaren 1990 genoodzaakt voelden ook vrouwen toe te laten.

## Werking
De statuten van de confrérie werden laatstelijk canoniek goedgekeurd door Sint-Niklazenaar Antoon Stillemans, toen bisschop van Gent. Doorheen de geschiedenis waren tal van bekende politici, geestelijken, burgers, wetenschappers en kunstenaars lid. Zij verzorgden mee het bestuur van het dekenaat als leden van de kerkfabriek of in de plaatselijke politiek.
Anno 2020 wordt de hoofdman bijgestaan door een griffier, een proost en een raad van bestuur.

## Bekende confreers
- Charles de Meester, politicus en burgemeester van Sint-Niklaas.
- Charles de Moerman d'Harlebeke, politicus
- Frans de Munck-Moerman, politicus en burgemeester van Sint-Niklaas
- Paul De Vidts, politicus en burgemeester van Sint-Niklaas
- Romain De Vidts, politicus en burgemeester van Sint-Niklaas
- Michael De Smedt, politicus en burgemeester van Sint-Niklaas
- Alfons Hebbinckuys, politicus
- Jozef Janssens de Varebeke, kunstschilder
- Theodoor Janssens, politicus
- Louis Janssens-Smits, industrieel en politicus
- Didier Nobels, pauselijk ereprelaat
- Frans Nobels
- Jean Baptiste Nobels, politicus
- Louis Nobels
- Maurice Orban, politicus
- Albert Vermaere, politicus en burgemeester van Sint-Niklaas.
- Hubert Verwilghen, politicus
- Pierre-Antoine Verwilghen, politicus en lid van het Belgisch Nationaal Congres.
- Stanislas Verwilghen, politicus
- Frantz Van Dorpe, politicus en burgemeester van Sint-Niklaas
- Willy Van Gerven, politicus
- Emiel Van Haver, politicus en oorlogsburgemeester van Sint-Niklaas
- Joseph Nicolas Van Naemen, politicus en burgemeester van Sint-Niklaas
- Pierre van Remoortere de Naeyer, politicus en burgemeester van Sint-Niklaas
- Jozef Van Royen, politicus en burgemeester van Sint-Niklaas.
- Joannes-Baptista Van Severen, goudborduurder
- Henri van Severen-Ente, pauselijk zouaaf en goudborduurder
- August Waterschoot, stadsarchitect